# 息長村
息長村（おきながむら）は、滋賀県坂田郡にあった村。現在の米原市中心部の北東一帯にあたる。

## 地理
- 河川：天野川、菜種川、日光寺川

## 歴史
- 1889年（明治22年）4月1日 - 町村制の施行により、岩脇村・西円寺村・箕浦村・新庄村・寺倉村・能登瀬村・多和田村・日光寺村・顔戸村・高溝村・舟崎村の区域をもって発足。
- 1894年（明治27年）12月1日 - 大字顔戸・高溝・舟崎が分立して日撫村が発足。
- 1955年（昭和30年）4月1日 - 坂田村と合併して近江町が発足。同日息長村廃止。

## 交通

### 鉄道路線
旧村域を日本国有鉄道の東海道本線・北陸本線が通過したが、駅は所在しなかった。米原駅が至近に所在。また、現在は東海道新幹線が通過するが、当時は未開業。

### 道路
- 国道8号
- 国道21号

現在は旧村域を北陸自動車道が通過するが、当時は未開通。